# Герей Анатолій Анатолійович
Анатолій Анатолійович Герей (31 березня 1989) - український фехтувальник на шпагах, чемпіон світу та призер чемпіонатів Європи та світу.
Спортсмен-інструктор Закарпатської обласної організації фізкультурно-спортивного товариства «Динамо» Україна».
Указом Президента України № 336/2016 від 19 серпня 2016 року нагороджений ювілейною медаллю «25 років незалежності України».

### Виступи на Олімпіадах
| Олімпіада | Дисципліна          | Стадія | Супротивник | Результат | Місце | Стадія  | Супротивник        | Результат | Місце | Стадія  | Супротивник | Результат | Місце | Стадія     | Супротивник | Результат | Місце | Загальне місце |
| Ріо 2016  | Фехтування особисті | 1 коло | -           | -         | -     | 2 коло  | Kauter (Швейцарія) | 9:15      | 2     | -       | -           | -         | -     | -          | -           | -         | -     | 24             |
| Ріо 2016  | Фехтування команда  | 1 коло | -           | -         | -     | 1/4 фін | Росія              | 45:32     | 1     | 1/2 фін | Італія      | 33:45     | 2     | за 3 місце | Угорщина    | 37:39     | 2     | 4              |

## Державні нагороди
- Орден «За заслуги» III ст. (9 вересня 2017) — За вагомий особистий внесок у розвиток та популяризацію фізичної культури і спорту в Україні, досягнення високих спортивних результатів та багаторічну плідну професійну діяльність[3]
- Ювілейна медаль «25 років незалежності України» (19 серпня 2016) — За значні особисті заслуги у становленні незалежної України, утвердженні її суверенітету та зміцненні міжнародного авторитету, вагомий внесок у державне будівництво, соціально-економічний, культурно-освітній розвиток, активну громадсько-політичну діяльність, сумлінне та бездоганне служіння Українському народу[4]